# Oswald Gartenmaier
Oswald „Ossi“ Gartenmaier (* 12. Februar 1948 in Wien; † 28. Februar 2010 ebenda) war ein österreichischer Berufsgolfer und Begründer der PGA of Austria.

## Werdegang
Sein Vater war ein Jockey der Galopprennbahn Freudenau in Wien, auf dessen Gelände sich auch der Golfplatz des GC Wien befindet. Hier reifte Gartenmaier zu einem der besten Golfspieler Österreichs heran. Bereits im Alter von 14 Jahren spielte er als Professional und erreichte national wie international beachtliche Erfolge. Er gewann vier Österreichische Meisterschaften und vertrat sein Land 21-mal im World Cup. Gartenmaier spielte auf der PGA European Tour und erreichte 1973 bei den German Open einen 8. Platz. Nach Erreichen der Altersgrenze von 50 Jahren spielte er auch auf der European Seniors Tour.
Im Jahre 1980 gründete Gartenmaier die Professional Golfers’ Association of Austria und war deren erster Präsident.
In seiner Laufbahn als Golflehrer war er in den Golfclubs Semmering, Murhof, Wien und schließlich über 20 Jahre – bis zu seinem Ableben – als Head-Pro im Golfclub Schloss Schönborn  tätig.
Gartenmaier wurde am Asperner Friedhof in Wien bestattet.